# تاكيشي كوداما
تاكيشي كوداما هو مجدف ياباني، ولد في 10 ديسمبر 1971 في شيزوكا في اليابان.

## وصلات خارجية
- تاكيشي كوداما على موقع الاتحاد الدولي للتجديف (الإنجليزية)
- تاكيشي كوداما على موقع أوليمبيديا (الإنجليزية)